# 卡巴拉足球會
卡巴拉足球會（又作Qabala； 發音：[ɡæbælæ]）成立於1995年，是一支位於阿塞拜疆蓋貝萊的職業足球會，主場位於卡巴拉市體育場。目前於阿塞拜疆足球超級聯賽角逐。

## 榮譽
- 阿塞拜疆盃

冠軍 (2): 2018–19, 2022–23
亞軍 (3): 2013–14, 2016–17, 2018–19
- 阿塞拜疆足球甲級聯賽

冠軍 (1): 2005–06

## 著名教練
- （2010-2011）

## 外部連結
- Official Website （页面存档备份，存于）
- FK Qəbələ at EUFO.DE （页面存档备份，存于）
- FK Qəbələ at Weltfussball.de
- FK Qəbələ at Football-Lineups.com （页面存档备份，存于）